# SM U-87
SM U-87 – niemiecki okręt podwodny typu U-87 zbudowany w Kaiserliche Werft Danzig w Gdańsku w latach 1915-1917. Wodowany 22 maja 1916 roku, wszedł do służby w Cesarskiej Marynarce Wojennej 26 lutego 1917 roku. 24 kwietnia 1917 roku został przydzielony do III Flotylli pod dowództwem kapitana Rudolfa Schneidera. U-87 w czasie pięciu patroli zatopił 22 statki nieprzyjaciela o łącznej wyporności 59 828 BRT oraz dwa uszkodził. 
W czasie pierwszego patrolu na Morzu Północnym na północ od Westray, 23 maja 1917 roku, U-87 uszkodził holenderski parowiec „Bernisse” o wyporności 951 BRT oraz  zatopił „Elve” o wyporności 962 BRT. Oba statki płynęły został z Rufisque do Rotterdam z ładunkiem orzeszków ziemnych.
2 czerwca 1917 roku w odległości około 150 mil na południowy zachód od Brest U-87 zatopił włoski parowiec „Eliofilo” (3 583 BRT)płynący z ładunkiem rudy żelaza z Włoch do Wielkiej Brytanii, a następnie uszkodził duży francuski parowiec „Missisipi” o wyporności 6 687 BRT, płynący z Hawru do Nowego Orleanu. 
11 lipca 1917 roku U-87 zatopił swój największy statek, był to brytyjski parowiec „Kioto” o wyporności 6 182 BRT, który płynął z Nowego Jorku ze zróżnicowanym ładunkiem. 20 mil na południowy zachód od Fastnet Rock „Kioto” został storpedowany, w wyniku czego wkrótce zatonął.
27 sierpnia 1917 roku U-87 dowodzony przez Schneidera zatopił dwa duńskie statki. Parowce „Anna” (1 211 BRT z 1914 roku) oraz „Aurora” (768 BRT z 1905 roku). Oba płynęły z ładunkiem węgla i zostały storpedowane około 25 mik od Lerwick. Były to ostatnie odniesione przez Rudolfa Schneidera zwycięstwa. 13 października 1917 roku w czasie sztormu na Północnym Atlantyku, Rudolf Schneider został zmyty z pokładu i pomimo wyciągnięcia go przez załogę i reanimacji zmarł. Został oddany morzu pomiędzy Szetlandami a Norwegią.
13 października 1917 roku kapitanem U-87 został Freiherr Rudolf von Speth-Schülzburg. Pod jego dowództwem U-87 zatopił 3 statki.  13 grudnia niewielki brytyjski żaglowiec „Little Gem” (114 BRT). 24 grudnia parowiec „Daybreak” (3 238 BRT) płynący z Huelva do Glasgow z ładunkiem rudy żelaza, w wyniku ataku torpedowego zginęło 21 członków załogi. 
25 grudnia 1917 roku U-87 zaatakował płynący w konwoju brytyjski parowiec „Agberi” płynący z ładunkiem oraz pasażerami z Dakaru do Liverpoolu. Atak nastąpił około 18 mil na północ od Bardsey Island. W czasie ataku na „Agberi” U-87 został zauważony i zaatakowany przez statki osłony. Najpierw został staranowany przez HMS Buttercup, a następnie zatopiony w wyniku ataku bombami głębinowymi zrzuconymi z HMS PC.56.